# Hluboká nad Vltavou

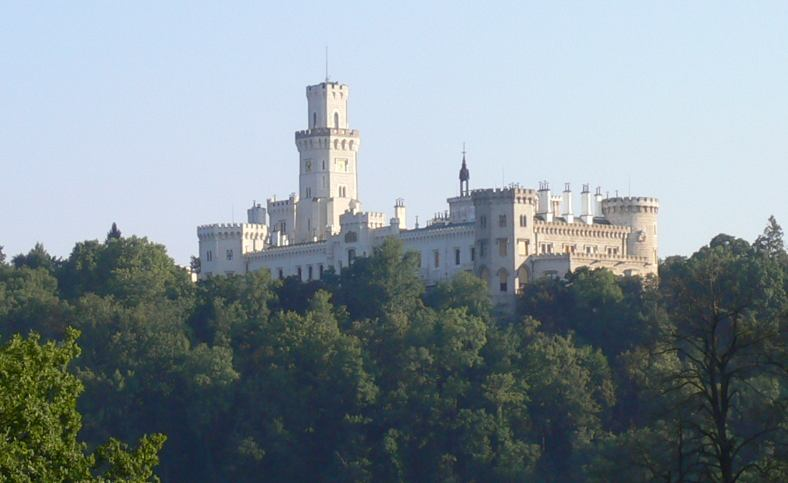
Schloss Frauenberg

Hluboká nad Vltavou, bis 1912 Podhrad (deutsch: Frauenberg), ist eine Stadt in Tschechien. Sie liegt in der Südböhmischen Region an der Moldau bei Budweis.

## Geographie
Südlich der Stadt, beim Ortsteil Bavorovice, mündet der Bezdrevský potok in die Moldau. Im Gemeindegebiet erstreckt sich zudem der See Munický rybník. Im Süden von Hluboká verläuft die Silnice I/20 (ein Teil der Europastraße 49), von der die Landstraße Silnice II/105 abzweigt, die vertikal durch den Ort verläuft. Weiterhin verlaufen in Hluboká die Bahnstrecken Budweis–Pilsen und Budweis–Veselí nad Lužnicí.
An Hluboká nad Vltavou grenzen Budweis, Dasný, Dolni Bukovsk, Drahotěšice, Hosín Hrdějovice, Olešník, Temelín, Vlkov u Drahotěšic, Zahájí, Zimutice und Zliv.

## Geschichte
Das Gebiet um Hluboká war schon in der älteren Bronzezeit besiedelt, was durch Grabhügelfunde in der Stadtumgebung bezeugt ist. Anfang des 1. Jahrhunderts entstanden auf den Anhöhen Baba und Hradec feste Burgstätten zum Schutz der umliegenden Dörfer. Im 7. Jahrhundert wurde das Gebiet von slawischen Stämmen besiedelt.
Auf einer Landzunge oberhalb der Moldau entstand an der Stelle eines einstigen Wachpostens die Burg Frauenburg (damals „Froburg“, später auch „Frohnburg“ genannt). Der tschechische Name wurde allerdings erst im 14. Jahrhundert erwähnt. Die Burg hatte den Warentransport auf der Moldau zu schützen und war militärisches und administratives Zentrum der Region. Sie gehörte zum Herrschaftsbereich von König Ottokar II. Přemysl, nach seinem Tod kam sie zum Geschlecht der Witigonen, später wieder zur böhmischen Krone. Erst nach dem Erwerb durch Wilhelm II. von Pernstein im Jahr 1490 blühten Burg und die in der Nähe entstandene Siedlung auf; es entstanden neue Höfe, Fischteiche und Tiergehege. Der Erwerb der Besitzungen durch Johann Adolf I. zu Schwarzenberg 1661 und das wirtschaftliche Geschick der Schwarzenberg brachten der Region weiteren Wohlstand. Im Österreichischen Erbfolgekrieg besetzten Franzosen die Burg, die daraufhin von den Österreichern belagert wurde. 1742 brannte die ganze Unterburg nieder. Joseph Adam von Schwarzenberg ließ die Befestigungen nach dem Ende der Besetzungen niederreißen, damit sie nicht mehr als militärischer Stützpunkt dienen konnten, dennoch war das Areal 1799–1800 Sitz des russischen Stabes im Kampf gegen die Truppen Napoleons. Die Umbauten machten die Burg zu einem Schloss.
1840 bestand der Markt Podhrad aus 117 Häusern mit 1817 Einwohnern. Dazu gehörten sieben Israelitenhäuser mit 20 Familien, der aus neun Häusern mit 55 Einwohnern bestehende Schlossbezirk, die Ansiedlungen Podskal, Hammer und Zamost, die Einschichten Hřibecny bzw. Neu Thiergarten, Jägerhaus Neu Thiergarten und die herrschaftliche Ziegelbrennerei. Podhrad besaß das Privileg dreier Jahrmärkte und war Sitz des Direktorialbezirkes für die Herrschaft Frauenberg mit 72 Dörfern und Anteilen an weiteren sieben. In dem Marktflecken gab es einen Meierhof, eine Brauerei, eine Brennerei, eine Pottaschesiederei, eine Mühle mit Brettsäge und elf Wirtshäuser. Podhrad war Pfarrort für die Dörfer Baurowitz (Bavorovice) und Kronfellern sowie die Höfe Wondrow und Křesin. Bis zur Mitte des 19. Jh. blieb Podhrad immer der Herrschaft Frauenberg untertänig.
Nach der Aufhebung der Patrimonialherrschaft bildete Podhrad ab 1850 mit den Ortsteilen Podskalí (Podskal) und Zámostí (Zamost) eine Marktgemeinde im Bezirk Budweis. Podhrad war Sitz eines Bezirksgerichts. Im Jahr 1888 verstarb dort Johann Adolf II. Fürst zu Schwarzenberg.
Am 4. Oktober 1907 erhielt Podhrad das Stadtrecht. Die Bevölkerung im Ort war mehrheitlich tschechischsprachig. 1910 hatte die Gemeinde 2835 Einwohner, von denen 2788 Tschechen und 43 Deutsche waren. Die Stadt Podhrad hatte 1462 Einwohner, davon 1419 Tschechen und 39 Deutsche. In Zámostí lebten 780 Tschechen, in Podskalí waren es 589 Tschechen und vier Deutsche. Nachdem seit dem Ende des 19. Jh. alternativ zu Podhrad auch der Name des Schlosses Hluboká (Frauenberg) als Ortsname verwendet worden war, erfolgte 1912 die offizielle Umbenennung in Hluboká (Frauenberg). Der amtliche Namenszusatz nad Vltavou wurde am 19. November 1923 eingeführt.

## Gemeindegliederung

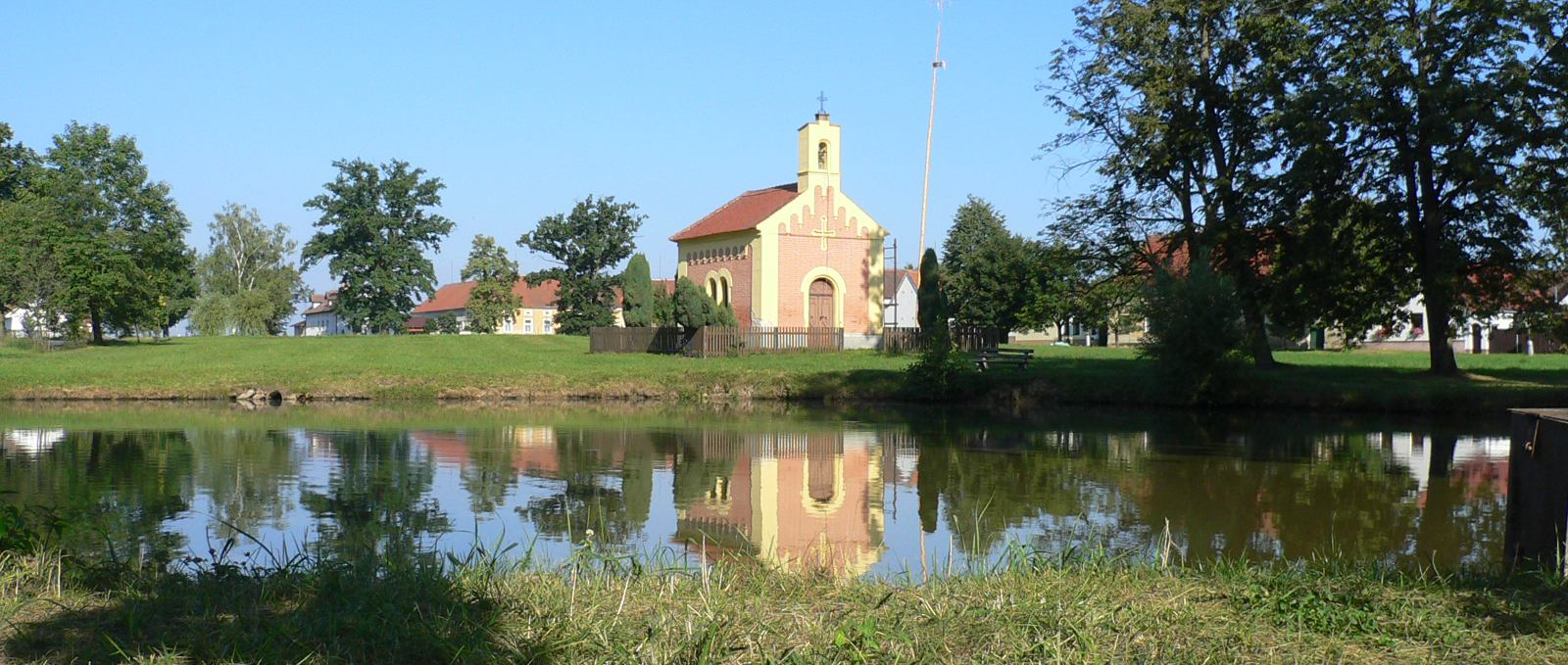
Dorfplatz mit Kapelle in Munice

Die Stadt Hluboká nad Vltavou besteht aus den Ortsteilen und Grundsiedlungseinheiten (ZJS):
- Bavorovice (Baurowitz) – ZJS Bavorovice und U hlubockého nádraží
- Buzkov (Buskau)
- Hluboká nad Vltavou (Frauenberg) – ZJS Dvůr Vondrov (Windrow), Hluboká nad Vltavou, Hluboká-u nádraží, Stará Obora (Alt Thiergarten) und Zámostí (Zamost)
- Hroznějovice (Hrosniowitz)
- Jaroslavice (Jaroslawitz)
- Jeznice (Jesnitz)
- Kostelec (Kosteletz)
- Líšnice (Lischnitz)
- Munice (Munitz)
- Poněšice (Poneschitz)
- Purkarec (Burgholz).

Zu Hluboká nad Vltavou gehören außerdem die Wohnplätze Bezdrevská Bašta, Hamr (Hammer), Křesín, Křivonoska, Na Kukli, Na Beránce, Němčice (Niemtschitz), Ohrada (Wohrad), Pardovice (Pardowitz), Podskalí (Podskal), Rachačky (Rachatschka), Slepička, U Cáby, U Háje, U Janečků und U Šafaříka.
Das Gemeindegebiet gliedert sich in die Katastralbezirke Bavorovice, Hluboká nad Vltavou, Hroznějovice, Jaroslavice u Kostelce, Jeznice, Kostelec, Líšnice u Kostelce, Munice, Poněšice und Purkarec.

## Bevölkerungsentwicklung
| Jahr      | 1869 | 1880 | 1890 | 1900 | 1910 | 1921 | 1930 | 1950 | 1961 | 1970 | 1980 | 1991 | 2001 | 2011 | 2021 |
| --------- | ---- | ---- | ---- | ---- | ---- | ---- | ---- | ---- | ---- | ---- | ---- | ---- | ---- | ---- | ---- |
| Einwohner | 4845 | 5628 | 5442 | 5353 | 5578 | 5391 | 5151 | 4263 | 4485 | 4236 | 4373 | 4277 | 4538 | 4982 | 5310 |

## Partnerstädte
- Bolligen, Schweiz, seit 1992
- Grein an der Donau, Österreich, seit 2003
- Neustadt an der Aisch, Deutschland, seit 1997

## Sehenswürdigkeiten

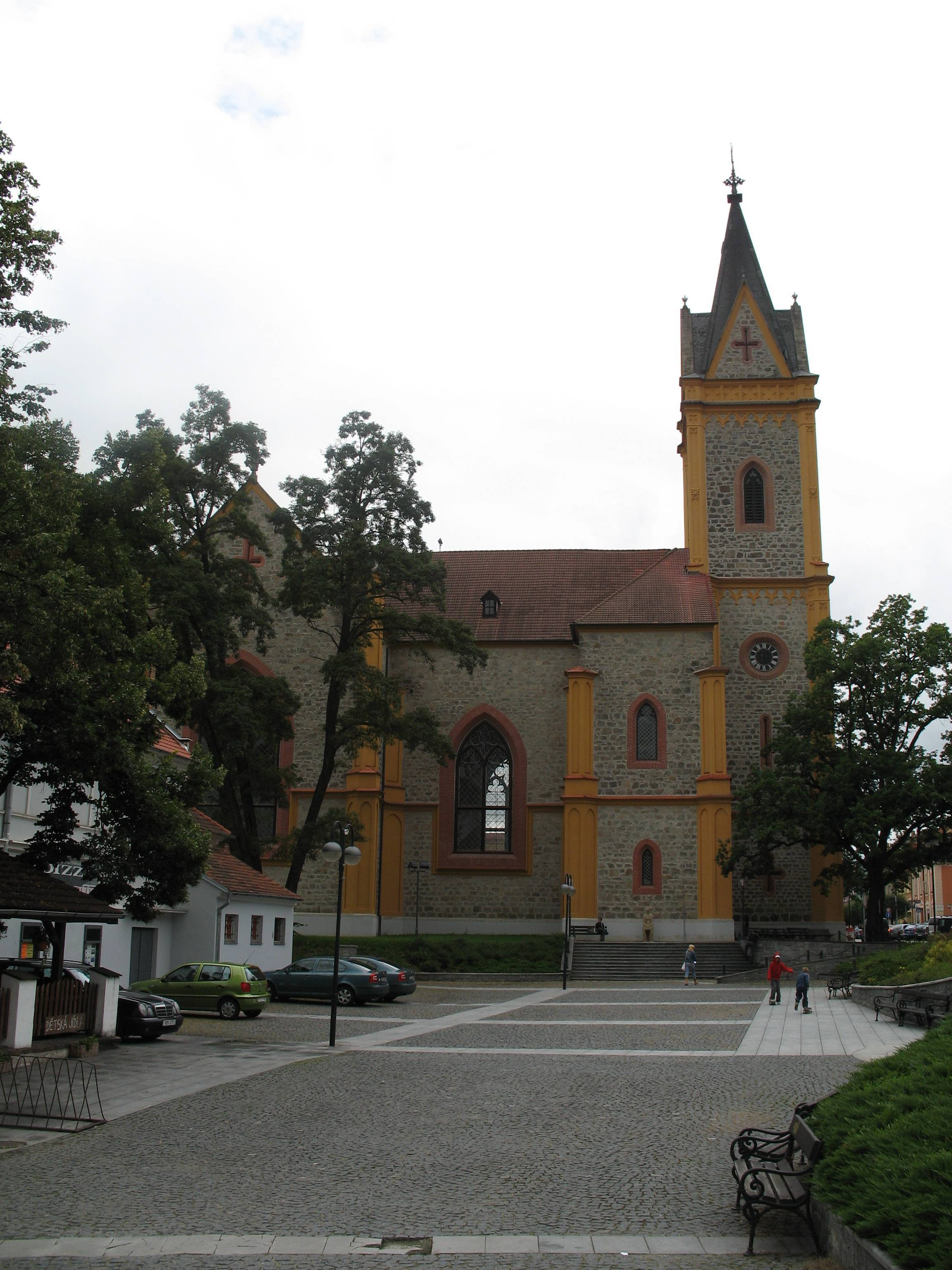
Kirche in Hluboká

- Das im Tudorstil errichtete Schloss Hluboká nad Vltavou gilt als eines der schönsten Schlösser in Böhmen.
- Jagdschloss Ohrada mit Zoo Hluboká nad Vltavou
- Der Ortsteil Munice gehört zu einer Reihe von Dörfern mit dem folkloristischen Baustil der Bauernhäuser um das Ende des 19. Jahrhunderts.
- Pfarrkirche der heiligen Mutter Gottes

## Persönlichkeiten

### Söhne und Töchter der Stadt
- Franz Haselbauer (1677–1756), Jesuit, Orientalist, Hebraist und Hochschullehrer
- Johann Paul Wessely (1762–1810), Komponist
- Alfred I. Fürst zu Windisch-Graetz (1787–1862), österreichischer Feldmarschall
- Johann Adolf II. Fürst zu Schwarzenberg 1888 hier verstorben
- Eduard Bloch (1872–1945), Arzt
- Adolph Fürst zu Schwarzenberg (1890–1950), Adliger und Großgrundbesitzer
- Franz Heske (1892–1963), deutscher Forstwissenschaftler
- Miroslav Dvořák (1951–2008), tschechoslowakischer Eishockeyspieler
- Martin Latka (1984), tschechischer Fußballspieler

### In der Stadt lebten und wirkten
- František Mareš (* 20. Oktober 1857 in Opatovice; † 6. Februar 1942 in Frauenberg), tschechischer Nationaldemokrat, später faschistisch orientierter Politiker, Physiologe und Philosoph